# Edoardo Menichelli

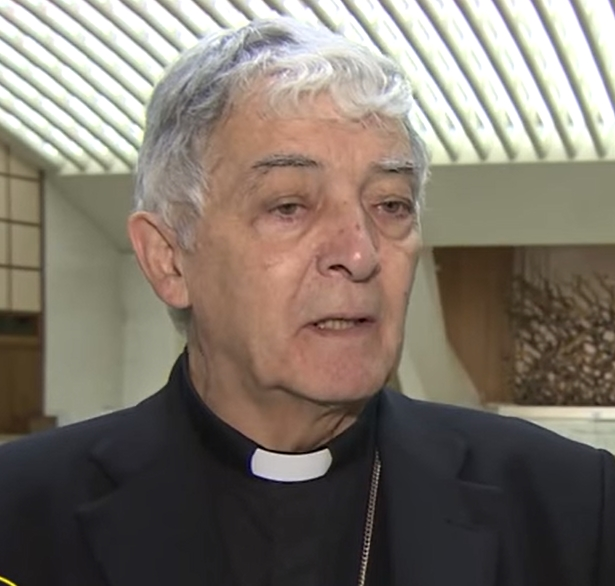
Edoardo Menichelli (2015)

Edoardo kardinál Menichelli (* 14. října 1939, Serripola di San Severino Marche) je italský římskokatolický kněz a arcibiskup Ancony–Osima.

## Život
Po střední škole nastoupil do Semináře San Severino Marche, a poté do Regionálního semináře Pia XI. ve Fano. Na Papežské lateránské univerzitě získal licenciát z pastorální teologie.
Na kněze byl vysvěcen 3. července 1965 pro diecézi San Severino Marche. Po vysvěcení působil jako farní vikář farnosti svatého Josefa v San Severino Marche a vyučoval náboženství na státních školách. Roku 1968 odešel do Říma, kde byl oficiálem Nejvyššího tribunálu apoštolské signatury.
Roku 1986 byl inkardinován do sloučené arcidiecéze Camerino-San Severino Marche. V letech 1992 až 1994 působil jako úředník sekretariátu Kongregace pro východní církve, ale také jako tajemník tehdejšího prefekta kongregace kardinála Achilla Silvestriniho. Byl spolupracovníkem rodinného poradenství na fakultě medicíny Polikliniky Gemelli. Aktivně se zúčastnil synodu v Římě.
Dne 10. června 1994 jej papež Jan Pavel II. jmenoval arcibiskupem arcidiecéze Chieti-Vasto. Biskupské svěcení přijal 9. července 1994 z rukou kardinála Achilla Silvestriniho a spolusvětiteli byli arcibiskup Antonio Valentini a arcibiskup Piergiorgio Silvano Nesti. Tuto funkci vykonával do 8. ledna 2004, kdy byl ustanoven arcibiskupem Ancony–Osima.
Dne 14. února 2015 jej papež František na konzistoři jmenoval kardinálem s titulem kardinál-kněz ze Sacri Cuori di Gesù e Maria a Tor Fiorenza.